# ارنولتیتسه
ارنولتیتسه (به چکی: Arnoltice) یک منطقهٔ مسکونی در جمهوری چک است که در ناحیه دیتشین واقع شده‌ است. ارنولتیتسه ۵٫۵۳ کیلومتر مربع مساحت و ۳۰۶ نفر جمعیت دارد و ۳۴۳ متر بالاتر از سطح دریا واقع شده‌ است.